# نداء زغيب
نداء زغيب هي ممثلة وممثلة صوت لبنانية.

## عن حياتها
شاركت في العديد من المسلسلات ولها مشاركات في الدوبلاج .

## فيلموغرافيا

### تلفاز
- شباب وبنات

### أدوار الدبلجة
- دكتور هو
- فيلم ستيتش - ناني (النسخة العربية الفصحى)
- ليروي وستيتش - ناني (النسخة العربية الفصحى)
- ليلو وستيتش 2 - ناني (النسخة العربية الفصحى)
- المختار الثقفي - عمرة
- يوسف الصديق

## روابط خارجية
- نداء زغيب على موقع قاعدة بيانات الأفلام العربية